# Аломорф
Аломо́рф — лінгвістичний термін, на позначення варіантів морфеми, які можуть мати різні варіанти вимови та написання, без зміни їх значення. 
Аломорфи перебувають у відношеннях додаткової дистрибуції. Тобто вони не можуть перебувати в тотожних морфонологічних позиціях. Аломорфи реалізуються тоді, коли виникає необхідність їхнього пристосування до попередньої щодо них морфеми/морфи (препозиція) чи наступної (постпозиція).